# Skrzaty (harcerstwo)
Niektóre z zamieszczonych tu informacji od 2017-11 wymagają weryfikacji.
 Po wyeliminowaniu niedoskonałości należy usunąć szablon {{Dopracować}} z tego artykułu.
Skrzaty – jeden z poziomów metodycznych Związku Harcerstwa Rzeczypospolitej i Związku Harcerstwa Polskiego poza granicami Kraju, którego członkami są osoby w wieku przedszkolnym (ok. 4–6 lat).

## Historia
Pierwsza gromadka skrzatów powstała w 1968 roku w Perth Amboy, New Jersey, USA.
Pierwszy wpis na stronie internetowej skrzatów pojawił się 12.06.2004, można przyjąć tę datę za symboliczny początek zainteresowania polskich instruktorów harcerskich działalnością wśród tej grupy wiekowej. Pierwszą polską gromadkę skrzatów "Leśne Skrzaty" założyły phm. Agnieszka Leśny HR i hm. Bożena Dybowska z Mazowieckiej Chorągwi Harcerek

## Związek Harcerstwa Polskiego w Kanadzie
Podobnie jak w innych pionach wiekowych, metoda jest ujęta w szereg zasad i formuł:
| Prawo Skrzatów 1. Skrzat jest dobry 2. Skrzat modli się po polsku 3. Skrzat mówi po polsku Okrzyk Drużynowa: Skrzaty! Dzieci: Czułe serduszko! Piosenka Skrzatów Pośród traw, pośród drzew krasnoludków chaty, słychać tam wesoły śmiech -to się śmieją Skrzaty! Hi, hi, hi! Ha, ha, ha! Kto się śmieje? Ty i ja! Pośród traw, pośród drzew tupią małe butki, słychać tam wesoły śmiech tańczą krasnoludki! Tup, tup, tup! Hop, sa, sa! Kto tak tańczy? Ty i ja! | Skrzatowe Grzybki (Stopnie skrzatów) 1. Muchomorek Skrzat, który należał do gromadki przez rok. Ponadto, potrafi odmówić razem z drużynową modlitwę do Anioła Stróża, jest grzeczny i pomocny na zbiórce i w domu, a także umie rozpoznać polski hymn i wykonać własnoręcznie biało-czerwoną chorągiewkę. 2. Rydz Należał do gromadki co najmniej dwa lata. Przez ten czas poznał modlitwę Ojcze nasz, którą potrafi odmówić z pomocą drużynowej. Poznał wierszyk Kto ty jesteś, zaśpiewa z pomocą drużynowej hymn Polski, chętnie pomaga w domu i na zbiórce, zna Prawo Skrzatów i piosenkę skrzatów, opowie jedną bajkę o Skrzatach, opiekuje się zwierzątkiem i zna nazwę swojej gromadki 3. Borowik otrzymuje skrzat, który należał do gromadki przez 3 lata, mówi sam modlitwy po polsku, wie, że Orzeł Biały jest godłem Polski, często robi tajemnicze dobre uczynki, powie sam Prawo Skrzatów, sam zaśpiewa 2 piosenki i powie wierszyk, narysuje obrazek do kroniki, umie bawić się zgodnie, jest uśmiechnięty i wesoły, hoduje roślinkę oraz opowie ulubiony urywek o skrzatach z Marii Konopnickej "O Krasnoludkach i Sierotce Marysi". |